# Włodzimierz Sackiewicz-Steckiewicz
Włodzimierz Sackiewicz-Steckiewicz (ur. 13 października 1955 w Krakowie, zm. 27 października 1987 w Feucht) – działacz opozycji w okresie PRL.
Był synem Andrzeja (1924-1970), żołnierza Armii Krajowej, lekarza, i Anny Wizgird (h. Murdelio), łączniczki AK. Ze strony ojca i matki pochodził z patriotycznych rodzin kresowych. Rodzina Steckiewiczów z przydomkiem Sackiewicz, pieczętująca się herbem Kościesza. Zamieszkiwała na terenie guberni mińskiej, za linią Curzona. Ich majątek, Bratków z przyległościami, splądrowano i spalono w 1918 r. Wtedy też został zamordowany jego pradziadek Jan (1872-1918). Z kolei dziadek Adam (1894-1940), z zawodu agronom, później urzędnik samorządowy w Piotrkowie Trybunalskim, jako kapitan pospolitego ruszenia, dostał się we wrześniu 1939 r. do niewoli sowieckiej, był jeńcem obozu w Starobielsku. Został zamordowany przez NKWD w Charkowie.
Włodzimierz był uczniem IX LO (1970-1973), uczniem i absolwentem Katolickiego Liceum Ojców Pijarów w Krakowie (egzamin maturalny w. 1975 r.). Studiował na Wydziale Prawa UJ. Równocześnie pracował m.in. w Ośrodku Krakowskim Telewizji Polskiej, w pralni, jako motorniczy czy listonosz. W tym też czasie rozpoczął działalność niepodległościową. Produkował klepsydry z okazji rocznic patriotycznych i rozlepiał je po krakowskich kościołach. Od 1972 r. utrzymywał stały kontakt z żołnierzami marszałka Piłsudskiego, konspiracyjnie skupionymi w nielegalnym – z punktu widzenia prawa PRL – Oddziale Krakowskim Związku Legionistów Polskich. Był współzałożycielem (1976) i członkiem kierownictwa Akcji na Rzecz Niepodległości. Współpracował z różnymi organizacjami tzw. opozycji demokratycznej (Studenckie Komitety Solidarności 1977, Ruch Obrony Praw Człowieka i Obywatela 1977, Ruch Młodej Polski, Komitet Porozumienia na rzecz Samostanowienia Narodu 1979, Instytut Katyński). W październiku 1978 r. współorganizował pochód z wawelskiej katedry, świętujący wybór kardynała Karola Wojtyły na papieża, a 11 listopada tegoż roku pierwszy w PRL pochód do Grobu Nieznanego Żołnierza, w czerwcu 1979 r. podczas Mszy papieskiej na krakowskich Błoniach wypuścił w powietrze za pomocą balonów ogromny sztandar z jagiellońskim Orłem. Od samego początku (czerwiec 1980 r.) był członkiem Komitetu Opieki nad Kopcem Józefa Piłsudskiego przy Towarzystwie Miłośników Historii i Zabytków Krakowa (1983-1987, wiceprezes Komitetu). Zorganizował wiele niezależnych uroczystości patriotycznych, koncertów i wystaw (m.in. obchody 50. rocznicy śmierci Józefa Piłsudskiego, szczególnie przegląd filmów dokumentalnych w kinie „Rotunda”). Pomagał przy wydawaniu poza cenzurą biuletynu pn. „Sowiniec” (ukazało się sześć numerów w latach 1984-1986). Od sierpnia 1980 r. zaangażował się w działania wspierające Niezależny Samorządny Związek Zawodowy „Solidarność”. Był członkiem tego związku, a od 1981 r. pracownikiem Sekcji Kultury Zarządu Regionu Małopolska. W tym czasie organizował wiele imprez związkowych m.in. Marsz Głodowy, Marsz Biały, uroczystość składania ziem w kopcu na Sowińcu z udziałem gen. bryg. Mieczysława Boruty-Spiechowicza (22 marca), spotkanie z Lechem Wałęsą (3 maja), wymarsz z Oleandrów – pierwszego od 1939 r. – Marszu Szlakiem I. Kompanii Kadrowej (5 sierpnia), zasadzenie Drzewka Solidarności w Rynku Głównym. 13 grudnia 1981 r. udało mu się uniknąć internowania. Włączył się natychmiast w akcję niesienia pomocy rodzinom osadzonych w więzieniach i obozach członkom związku i innych organizacji. Wchodził w skład Tajnej Komisji Zakładowej Pracowników Etatowych Zarządu Regionu Małopolska NSZZ „Solidarność". 12 maja 1982 r. został zatrzymany przez pracowników SB. Internowany od 13 maja do 13 lipca 1982 r. w Załężu, potem w więziennym szpitalu w Rzeszowie. Po wypuszczeniu ponownie włączył się w pracę konspiracyjną. Brał udział nie tylko w produkcji i kolportażu wydawnictw podziemnych, ale także sam pisał do nich artykuły. W 1983 r. przystąpił do Kongresu Solidarności Narodu Wojciecha Ziembińskiego. Działał również na polu ochrony środowiska, starając się uratować niezależność Polskiego Klubu Ekologicznego. Współpracował ze Wspólnotą Ekologiczną św. Franciszka z Asyżu i ze Społecznym Komitetem Ochrony Środowiska Komisji Krajowej NSZZ „Solidarność". Zaangażował się także w działalność niepodległościową poza Krakowem. Był członkiem Towarzystwa im. gen. Józefa Kustronia w Nowym Sączu (1982-1984), aż do jego rozwiązania przez komunistyczne władze miasta. Przyczynił się do wyeksponowania w maju 1983 r. w Krakowie niezależnej wystawy historycznej pt. „Generał Kustroń – Żołnierz Niepodległości" w galerii „Pryzmat”, Oddziale Krakowskiego Związku Polskich Artystów Plastyków.
We wrześniu 1987 r. wyjechał do Paryża, gdzie jako konsultant Rządu RP na Uchodźstwie odwiedzał środowiska polonijne we Francji, a potem w Republice Federalnej Niemiec. Zginął w drodze powrotnej do Polski, 27 października 1987 r., potrącony przez samochód na autostradzie w miejscowości Feucht k. Norymbergi. Pochowany został 16 listopada 1987 r. na cmentarzu Rakowickim w Krakowie. Obecne były liczne poczty sztandarowe (Związku Legionistów Polskich Oddział Nowy Sącz, Armii Krajowej, Związku Harcerstwa Polskiego) a uroczystość żałobną prowadził delegat Kurii Metropolitalnej ks. prałat Stanisław Małysiak.
Był żonaty z Marią Stoczewską, miał syna Michała (ur. 1979 r.). Pośmiertnie odznaczony przez władze RP na Uchodźstwie Złotym Krzyżem Zasługi (1989).